# Канталупо ин Сабина
Канталупо ин Сабина (итал. Cantalupo in Sabina) је насеље у Италији у округу Ријети, региону Лацио.
Према процени из 2011. у насељу је живело 1284 становника. Насеље се налази на надморској висини од 254 м.

## Становништво
| 1936. | 1951. | 1961. | 1971. | 1981. | 1991. | 2001. | 2011. |
| ----- | ----- | ----- | ----- | ----- | ----- | ----- | ----- |
| 1.353 | 1.414 | 1.291 | 1.177 | 1.336 | 1.489 | 1.621 | 1.736 |